# Juliette Lewis

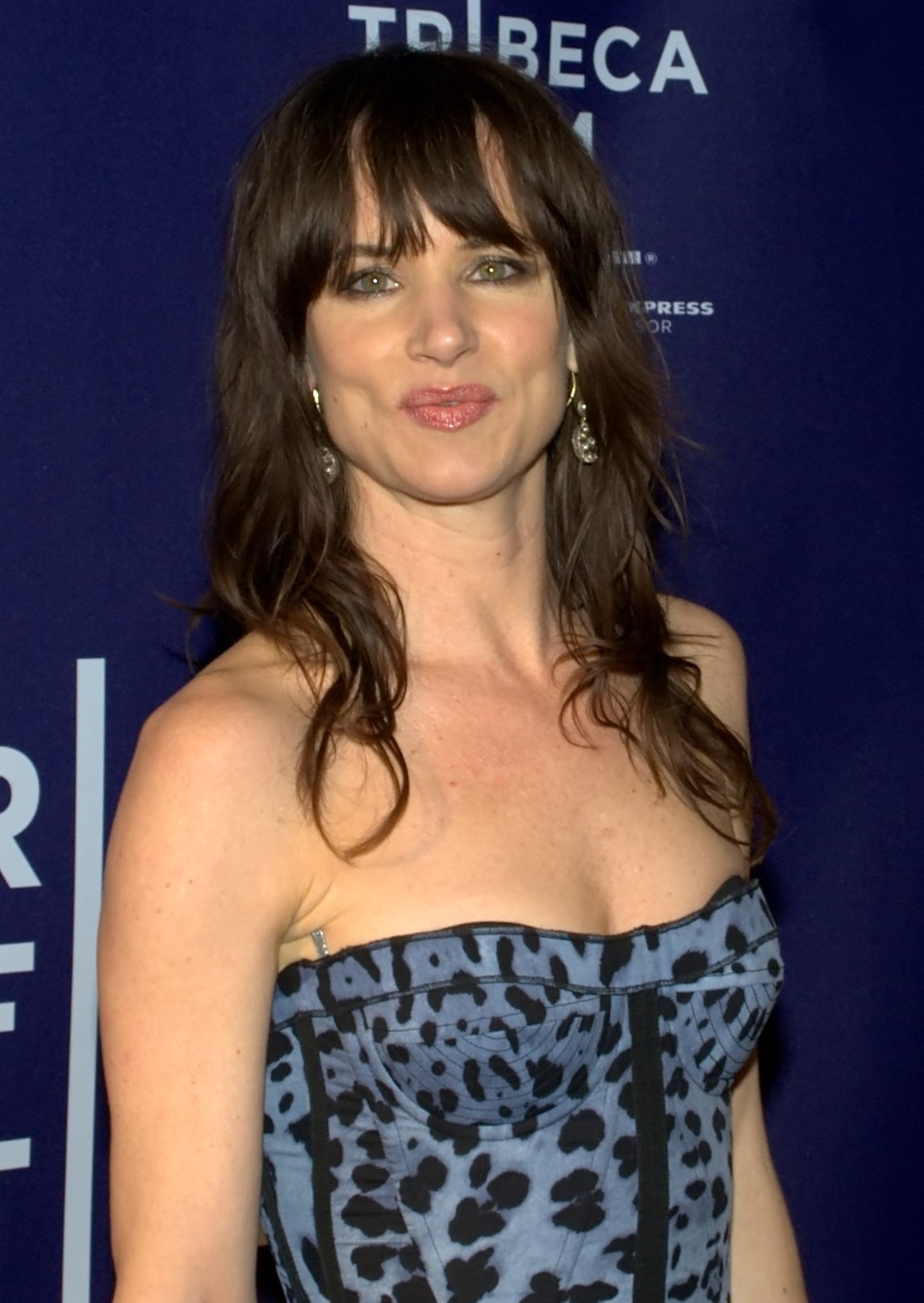
Juliette Lewis, 2010

Juliette Lewis (* 21. Juni 1973 in Los Angeles, Kalifornien) ist eine US-amerikanische Schauspielerin und Musikerin.

## Leben und Karriere

### Herkunft und frühe Jahre
Juliette Lewis ist die Tochter des Schauspielers Geoffrey Lewis und der Graphikdesignerin Glenis Batley. Ihre Eltern ließen sich scheiden, als sie zwei Jahre alt war. Sie wuchs mit mehreren Geschwistern in Hollywood und auf einer Ranch im kalifornischen Tarzana auf. Mit 15 Jahren ging sie ohne Abschluss von der High School ab, um sich ganz auf ihre Schauspielkarriere zu konzentrieren.

### Schauspielkarriere
Schon als Kind wollte Lewis Schauspielerin werden, und nach mehrmaligem Vorsprechen erhielt sie schließlich im Alter von zwölf Jahren ihre erste Rolle in dem Fernsehfilm Home Fires (1987). Danach spielte sie in den Sitcoms I Married Dora (1987 bis 1988) und The Facts of Life (1988) mit Mindy Cohn und Cloris Leachman. Ihren ersten Kinofilm, Meine Stiefmutter ist ein Alien (1988), drehte sie an der Seite von Dan Aykroyd, Kim Basinger und Alyson Hannigan. 1989 war sie in Schöne Bescherung als Tochter von Chevy Chase und Beverly D’Angelo zu sehen. Im selben Jahr wurde sie für die Rolle der Delores, der Freundin von Wayne Arnold, in der Serie Wunderbare Jahre engagiert, die sie bis 1990 verkörperte.
Ihre erste Hauptrolle spielte sie 1990 in dem Fernsehfilm Zum Sterben viel zu jung mit Brad Pitt. Dies machte den Regisseur Martin Scorsese auf Lewis aufmerksam, der sie daraufhin für seinen Film Kap der Angst (1991) verpflichtete. Die Rolle der Danielle Bowden, Tochter des Anwalts Samuel Bowden (Nick Nolte), der sich gegen den Schurken Max Cady (Robert De Niro) wehrt, brachte ihr Nominierungen als beste Nebendarstellerin für einen Oscar und einen Golden Globe ein, was ihre nationale und internationale Bekanntheit förderte.

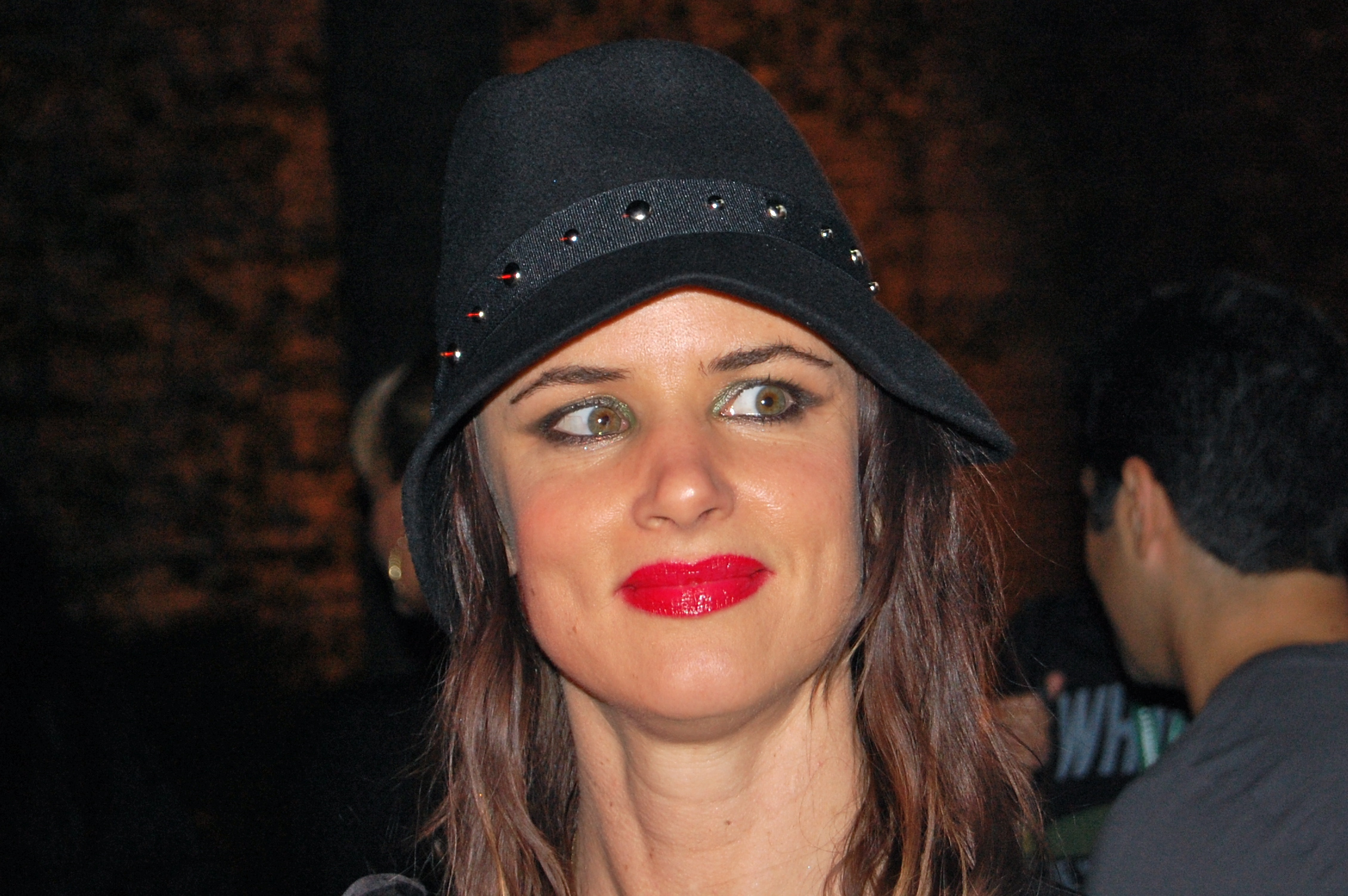
Lewis beim Toronto International Film Festival, 2009

Es folgten weitere größere Rollen, so z. B. 1992 in Woody Allens Ehemänner und Ehefrauen, in dem Thriller Kalifornia (1993) erneut an der Seite von Brad Pitt sowie in Gilbert Grape – Irgendwo in Iowa (1993) neben Johnny Depp und Leonardo DiCaprio. 1994 verkörperte sie in Natural Born Killers Mallory Knox, die narzisstisch-überspannte wie hintergründig selbstunsichere Lebensgefährtin des Psychopathen Mickey Knox, gespielt von Woody Harrelson. 1996 spielte sie in From Dusk Till Dawn unter anderem neben George Clooney, Harvey Keitel und Quentin Tarantino.
Aufgrund von Drogenproblemen wurde es dann ruhiger um sie, bis sie 1998 in Some Girl auf die Leinwand zurückkehrte und an der Seite von Giovanni Ribisi in dem Film Ganz normal verliebt ein geistig zurückgebliebenes Mädchen spielte. Nennenswert sind auch ihre Nebenrollen in den Komödien Old School und Starsky & Hutch. 2002 spielte sie an der Seite von Jennifer Lopez eine Nebenrolle in dem Film Genug. 2003 wählte die finnische Rock-Band HIM Lewis als Hauptfigur für ihr Video zu Buried Alive By Love, das von dem Profi-Skateboarder und MTV-Star Bam Margera gedreht wurde. 2007 erschien Lieben und lassen, in dem sie an der Seite von Jennifer Garner, Timothy Olyphant und Kevin Smith spielte.
In Deutschland war sie 2010 in den Filmen Umständlich verliebt an der Seite von Jennifer Aniston, Jason Bateman und Jeff Goldblum sowie Stichtag mit Robert Downey Jr. und Zach Galifianakis im Kino zu sehen. 2013 kam der Film Im August in Osage County in die Kinos, in dem unter anderem auch Meryl Streep, Ewan McGregor und Benedict Cumberbatch spielten.
Die deutsche Synchronstimme von Juliette Lewis stammt in der Regel von Bettina Weiß.

### Musikkarriere

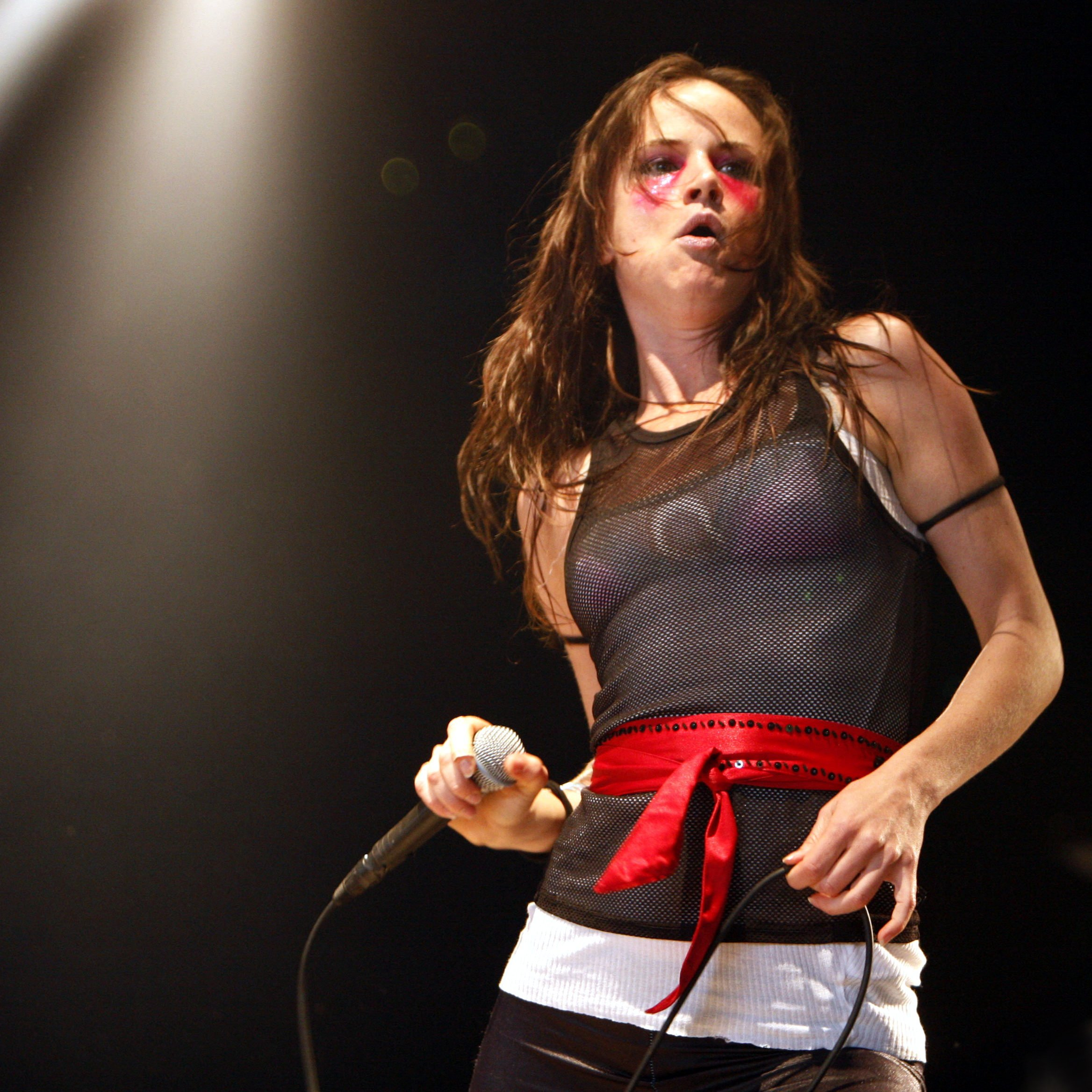
Juliette Lewis, 2007

1994 sang sie für den Film Natural Born Killers das Lied Born Bad. Im Film Strange Days (1995), in dem sie die Musikerin Faith Justin spielte, hatte sie einen Gesangsauftritt; sie sang das Lied I Can Hardly Wait von PJ Harvey.
Anfang 2003 gründete Lewis die Rock ’n’ Roll-Band Juliette and the Licks. Ihr Debütalbum … Like a Bolt of Lightning wurde im Oktober 2004 veröffentlicht, gefolgt von ihrem zweiten Album You’re Speaking My Language, das im Mai 2005 erschien.
2004 schrieb und sang sie einige Texte für die britische Band The Prodigy, die auf dem Album Always Outnumbered, Never Outgunned erschienen. Im Oktober 2006 veröffentlichten Juliette and the Licks ihr drittes Album Four on the Floor. Anfang 2009 gab Lewis auf Myspace das vorläufige Aus der Band bekannt. Sie widmete sich einem neuen Projekt, das „Juliette and the New Romantiques“ heißen sollte. Die Band benannte sie im Mai 2009 wieder um, seitdem trat sie unter ihrem eigenen Namen auf.
Im September 2010 wirkte sie bei dem MTV-Unplugged-Konzert von Mando Diao bei dem Lied High Heels mit.
Im Juli 2015 gaben Juliette & the Licks ein Reunion-Konzert in Los Angeles.

### Privates
Von 1990 bis 1993 war sie mit ihrem zehn Jahre älteren Schauspielkollegen Brad Pitt liiert, den sie bei den Dreharbeiten zu Zum Sterben viel zu jung kennengelernt hatte.
1997 zog sie nach Florida, um ihre Kokainabhängigkeit zu überwinden, was sie dank eines privaten Entzugs- und Betreuungsprogramms schaffte.
1999 heiratete Lewis den Profi-Skater Steve Berra. Die Ehe endete nach vier Jahren.
Juliette Lewis ist Mitglied bei Scientology.

## Trivia
Lewis ist im Videospiel Grand Theft Auto IV als Radiomoderatorin des fiktiven Senders Radio Broker zu hören, auf dem das Lied Inside the Cage (David Gilmour Girls Remix) der Gruppe Juliette and the Licks gespielt wird.

## Filmografie (Auswahl)
- 1987: Home Fires (Fernsehfilm)
- 1987–1988: I Married Dora (Fernsehserie, 13 Folgen)
- 1988: The Facts of Life (Fernsehserie, zwei Folgen)
- 1988: Meine Stiefmutter ist ein Alien (My Stepmother Is an Alien)
- 1989: The Runnin’ Kind
- 1989: Rohr frei für Familie Hollowhead – Life on the Edge (Meet the Hollowheads)
- 1989: Schöne Bescherung (National Lampoon’s Christmas Vacation)
- 1989–1990: Wunderbare Jahre (The Wonder Years, Fernsehserie, drei Folgen)
- 1990: Zum Sterben viel zu jung (Too Young to Die?, Fernsehfilm)
- 1990: A Family for Joe (Fernsehserie, neun Folgen)
- 1991: Zwischen Liebe und Hass (Crooked Hearts)
- 1991: Kap der Angst (Cape Fear)
- 1992: Ehemänner und Ehefrauen (Husbands and Wives)
- 1992: Zauber eines Sommers (That Night)
- 1993: Kalifornia
- 1993: Romeo Is Bleeding
- 1993: Gilbert Grape – Irgendwo in Iowa (What’s Eating Gilbert Grape)
- 1994: Natural Born Killers
- 1994: Lifesavers – Die Lebensretter (Mixed Nuts)
- 1995: Jim Carroll – In den Straßen von New York (The Basketball Diaries)
- 1995: Strange Days
- 1996: From Dusk Till Dawn
- 1996: Jahre der Zärtlichkeit – Die Geschichte geht weiter (The Evening Star)
- 1998: Alles nur Sex (Some Girl)
- 1999: The 4th Floor – Haus der Angst (The 4th Floor)
- 1999: Ganz normal verliebt (The Other Sister)
- 2000: The Way of the Gun
- 2000: Zimmer gesucht (Room to Rent)
- 2001: Gaudi Afternoon
- 2001: My Louisiana Sky (Fernsehfilm)
- 2001: Lost in Toronto (Picture Claire)
- 2001: Dharma & Greg (Fernsehserie, Folge 5x06 Try to Remember This Kind of September)
- 2002: Hysterical Blindness (Fernsehfilm)
- 2002: Genug – Jeder hat eine Grenze (Enough)
- 2003: Old School – Wir lassen absolut nichts anbrennen (Old School)
- 2003: Cold Creek Manor – Das Haus am Fluss (Cold Creek Manor)
- 2004: Chasing Freedom (Fernsehfilm)
- 2004: Blueberry und der Fluch der Dämonen (Blueberry)
- 2004: Starsky & Hutch
- 2005: Aurora Borealis
- 2005: Daltry Calhoun
- 2006: Lightfield’s Home Videos
- 2006: The Darwin Awards
- 2006: My Name Is Earl (Fernsehserie, Folge 1x21 The Bounty Hunter)
- 2006: Verbraten und Verkauft (Grilled)
- 2006: Lieben und lassen (Catch and Release)
- 2009: Roller Girl (Whip It)
- 2009: Metropia (Stimme für Nina)
- 2010: Memphis Beat (Fernsehserie, Folge 1x02 Baby, Let’s Play House)
- 2010: Sympathy for Delicious
- 2010: Umständlich verliebt (The Switch)
- 2010: Betty Anne Waters (Conviction)
- 2010: Stichtag (Due Date)
- 2011: Runaway Girl (Hick)
- 2011: Foreverland
- 2012: The Firm (Fernsehserie, 22 Folgen)
- 2013: Im August in Osage County (August: Osage County)
- 2014: Hellion
- 2014: Kelly & Cal
- 2015–2016: Secrets and Lies (Fernsehserie, 20 Folgen)
- 2015: Wayward Pines (Fernsehserie, drei Folgen)
- 2016: Nerve
- 2017: Graves (Fernsehserie, zwei Folgen)
- 2018: Back Roads
- 2018: A Million Little Pieces
- 2018: Anthem of a Teenage Prophet
- 2018: Camping (Fernsehserie, acht Folgen)
- 2018–2019: The Conners (Fernsehserie, drei Folgen)
- 2019: Ma
- 2019: Dreamland
- 2019: The Act (Fernsehserie, Folge 1x07 Bonnie & Clyde)
- 2020: Sacred Lies (Fernsehserie, zehn Folgen)
- 2020: I Know This Much Is True (Fernsehserie, sechs Folgen)
- 2020: Filthy Rich (Fernsehserie, Folge 1x03 Psalm 25:3)
- 2021: Mayday
- 2021: Music
- 2021: Breaking News in Yuba County
- seit 2021: Yellowjackets (Fernsehserie)
- 2022: Queer as Folk (Fernsehserie, sechs Folgen)
- 2022: Welcome to Chippendales (Fernsehserie, sechs Folgen)
- 2023: I’m a Virgo (Fernsehserie, vier Folgen)
- 2024: The Thicket
- 2025: By Design
- 2025: Alfred Morettis Opus (Opus)

## Diskografie
als Solokünstlerin
- 2009: Terra Incognita
- 2016: Future Deep

als Juliette Lewis & The Licks

## Auszeichnungen
Oscar
- 1992: Nominierung als Beste Nebendarstellerin für Kap der Angst

Golden Globe
- 1992: Nominierung als Beste Nebendarstellerin für Kap der Angst

Emmy
- 2003: Nominierung als Beste Nebendarstellerin in einer Miniserie oder Fernsehfilm für Hysterical Blindness
- 2023: Nominierung als Beste Nebendarstellerin in einer Miniserie oder Fernsehfilm für Welcome to Chippendales

Goldene Himbeere
- 2000: Nominierung als Schlechteste Nebendarstellerin für Ganz normal verliebt

MTV Movie Award
- 1992: Nominierung für den Besten Kuss (mit Robert De Niro) für Kap der Angst
- 1995: Nominierung für den Besten Kuss und das Beste Duo (mit Woody Harrelson) für Natural Born Killers

Saturn Award
- 1996: Nominierung als Beste Nebendarstellerin für From Dusk Till Dawn

Blockbuster Entertainment Award
- 1997: Nominierung als Beste Nebendarstellerin für Jahre der Zärtlichkeit – Die Geschichte geht weiter

Sonstige
- 1993: ShoWest Award als weiblicher Star von morgen